# Спелло
Спе́лло (итал. Spello) — коммуна в Италии, располагается в регионе Умбрия, подчиняется административному центру Перуджа.
Население составляет 8593 человека (на 2004 г.), плотность населения составляет 136 чел./км². Занимает площадь 61 км². Почтовый индекс — 6038. Телефонный код — 0742.
Покровителем коммуны почитается святой Феликс из Масса-Мартана, день памяти ежегодно отмечается 18 мая.
В Спелло родился антиквар Веттори, Франческо (1693—1770).